# Justice League: War
Justice League: War (en español, Liga de la Justicia: Guerra) es una película animada de superhéroes. Es una adaptación del cómic del 2011 "Justice League: Origin" escrito por Geoff Johns y dibujado por Jim Lee. Fue dirigida por Jay Oliva y escrita por Heath Corson. Es la película 18 en las películas originales DC Universe Animated series. La película fue lanzada oficialmente el 4 de febrero de 2014 en Blu-ray y DVD, y el primero de una nueva serie de películas de DC Animated Movie Universe. Fue lanzado digitalmente el 21 de enero y también hizo su estreno mundial en el Paley Center for Media el mismo día.

## Argumento
Una serie de secuestros extraños han ocurrido en la ciudad de Gotham, con imágenes de vídeo que sugieren que Batman, un justiciero disfrazado, está detrás de los incidentes. Cuando un secuestrador misterioso rapta a una mujer, Green Lantern (Hal Jordan) llega a enfrentar al secuestrador y salva a la mujer cuando ella se deja caer desde arriba. Linterna Verde entonces ataca el secuestrador revelando que era un monstruoso Parademon. Cuando el héroe está a punto de ser asesinado, Batman aparece y salva a Linterna Verde en la azotea. El Parademon reanuda su posición y ataca a ambos héroes. Escapan de la GCPD y persiguen al Parademon hasta las alcantarillas, donde pone una caja Madre, acto seguido explota. Batman y Linterna Verde marcan la casilla, y deducen que sea de origen extraterrestre, por lo cual deciden buscar a Superman para hallar una respuesta. Otra caja Madre se está estudiando en los laboratorios STAR, suministrados por Flash (Barry Allen). Silas Stone, padre de Victor Stone, ignora ir al partido de fútbol de su hijo para que pueda estudiar la Caja. Al llegar a Metropolis, Batman y Linterna Verde terminan luchando contra Superman (que estuvo en un combatiendo un Parademon anteriormente) y confunde a los héroes como enemigo. La batalla se extiende sobre una parte de la ciudad, pero finalmente se detiene cuando Batman le revela que sabe su verdadera identidad. Superman, en cambio, revela que él sabía el secreto de Batman como Bruce Wayne, y confirma que son correctos los orígenes extraterrestres de la caja, pero no es de Krypton. En el mundo extraño Apokolips, Darkseid ordena a Desaad comenzar la invasión de la Tierra.
Victor llega a los laboratorios STAR y tiene una discusión con su padre, que cree que el fútbol no tiene importancia en un mundo que está cambiando con la aparición de los metahumanos. En el Daily Planet, Superman, Batman y Linterna Verde se dan cuenta de la invasión, al igual que la caja se activa y varios portales aparece en todo el mundo, incluyendo en los laboratorios STAR. Una explosión hiere fatalmente a Victor y la tecnología de la caja empieza a adherirse con el, obligando a Silas a llevar a Victor a una sala de emergencia con el fin de salvarlo. Silas carga a Vic hasta una cama médica de alta tecnología, que conecta a su hijo con diversas tecnologías. El número incontable de Parademons comienza a aparecer en todo el mundo, atacando a todo el mundo en la vista. La caja termina conectada con Victor y los equipos del laboratorio , transformando a Victor en un cyborg. Así llega Flash para ayudar a los científicos ; los sistemas de Cyborg revelan detalles sobre Apokolips , Darkseid, y el plan de invasión. En su casa de acogida, Billy Batson descubre un Parademon exterior y se convierte en el superhéroe Shazam . Air Force One es atacado en el aire sólo para ser salvado por el princesa y guerrera Amazona , Wonder Woman (Diana Prince) y Superman. Después de que los héroes se reúnen , Cyborg revela que la invasión es un montaje para la terraformación de la Tierra, Darkseid llega y resulta ser un poderoso rival que vence a los héroes sin esfuerzo.
Superman es capturado y Batman deja a Linterna Verde y le convence para ayudar a los héroes trabajan juntos después de que él se desenmascaró a sí mismo. Wayne entonces se autocaptura ( llamando a un Parademon ) con el fin de salvar a Superman . Linterna Verde, actuando como líder, pone a todos juntos y deciden derrotar a Darkseid , desactivando los ojos primero, impidiéndole el uso de sus rayos Omega. Batman llega a Apokolips y detiene a Desaad de que convierta a Superman en un Parademon, pero Superman va en un alboroto después. En la Tierra, después de desactivar con éxito los ojos a Darkseid, Cyborg se conecta con la caja Madre para reabrir los portales , y así enviar al tirano y su ejército de vuelta a su planeta de origen. Aunque los Parademons se han ido, Darkseid sigue en la tierra, pero con el esfuerzo combinado de todos, el tirano es enviado al portal antes de que se cierre. Con el mundo salvado, los superhéroes (antes discriminados) son honrados en la Casa Blanca. Superman está agradecido de haber conocido a otros como sí mismo, aunque debaten por si deberían ser un equipo si una amenaza similar vuelva a suceder, el presidente pregunta si tienen un nombre, a la que los héroes son molestos cuando Shazam sugiere "Los Super 7".
En una escena poscréditos, una nave de la Atlántida emerge del océano y Ocean Master aparece llevando un cadáver que dice que es su rey. Al ver los cadáveres de varios de la vida marina afectados por el ataque de Darkseid, la Atlántida lo ve como un acto de guerra de la superficie y juran venganza.

## Elenco
- Jason O'Mara como Bruce Wayne / Batman.
- Christopher Gorham como Flash / Barry Allen.
- Justin Kirk como Linterna Verde / Hal Jordan.
- Michelle Monaghan como Diana Prince / Mujer Maravilla.
- Shemar Moore como Victor Stone / Cyborg.
- Sean Astin como Billy Batson / Shazam.
- Alan Tudyk como Clark Kent / Superman.
- Steven Blum como Darkseid, armadura de Cyborg (sin acreditar).
- Bruce Thomas como Desaad.
- Dee Bradley Baker como Parademonios, guardia de servicio(sin acreditar).
- Melique Berger como Sarah Charles.
- Kimberly Brooks como Darla.
- Rocky Carroll como Silas Stone.
- Ioan Gruffudd como Thomas Morrow.
- Georgie Kidder como Freddy Freeman.
- John Mariano como Vendedor de helados.
- Richard McGonagle como Presidente de los Estados Unidos.
- Mateo Mercer como Guardia.
- George Newbern como Steve Trevor.
- Andrea Romano como el anillo de Linterna Verde.
- Roger Rose como Pinstriped Loudmouth.
- Gary Sturgis como compañero de equipo #2.
- Hynden Walch como Hannah Gracia.